# Domingos da Costa Soares

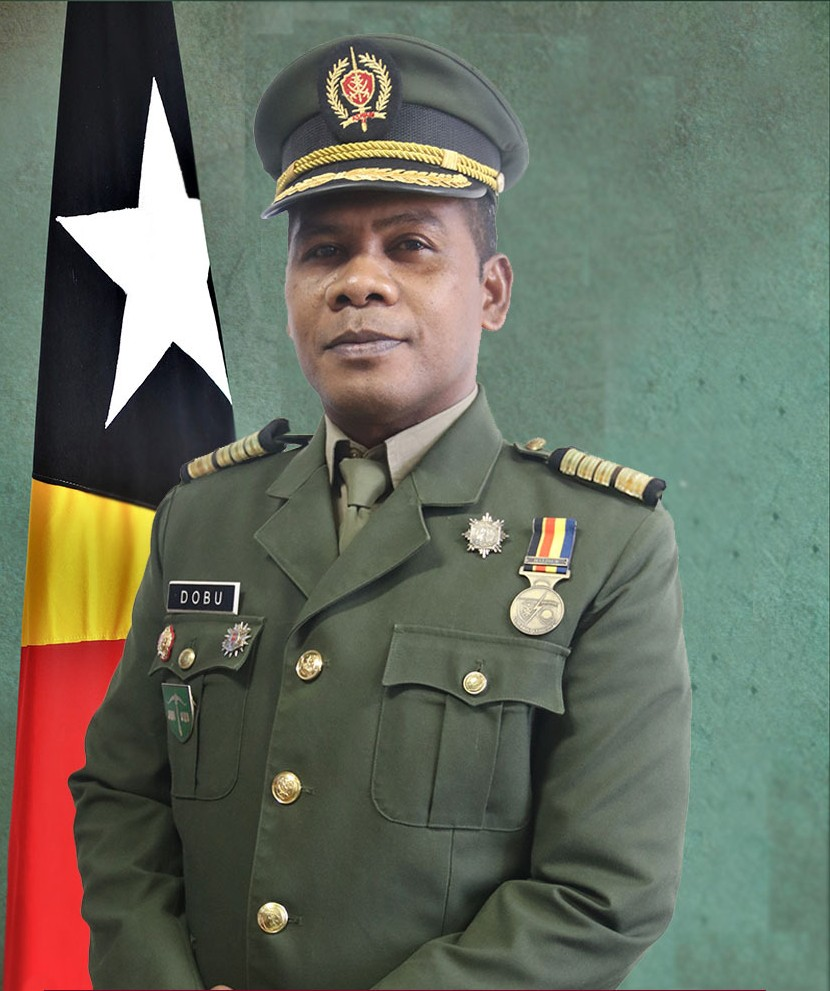
Domingos da Costa Soares (2023)

Domingos da Costa Soares (* 10. Mai), Kampfname: Dobu ist ein Offizier der Verteidigungskräfte Osttimors (F-FDTL). Seit 2023 ist Soares im Range eines Oberst Kommandant der Landstreitkräfte (tetum Kommandante Komponente Terreste).
Soares ist Träger der Medalha Halibur.